# جاكلينا ألفاريز
جاكلينا ألفاريز (بالإسبانية: Jacquelina Alvarez)‏ هي دراجة أرجنتينية، ولدت في 21 أغسطس 1989.

## وصلات خارجية
- جاكلينا ألفاريز على موقع الاتحاد الدولي للدراجات (الإنجليزية)
- جاكلينا ألفاريز على موقع أرشيف الدراجات (الإنجليزية)
- جاكلينا ألفاريز على موقع إحصائيات الدراجات الإحترافية (الإنجليزية)